# Osvaldo Diaz
Osvaldo Javier Díaz Giménez (ur. 22 grudnia 1981 w San Lorenzo) – paragwajski piłkarz grający na pozycji pomocnika. W latach 2001–2004 został powołany do reprezentacji kraju.

## Kariera sportowa

### Kariera klubowa
Díaz rozpoczął karierę w klubie Guaraní w 2000 roku, w którym zagrał 167 razy i strzelił 30 goli. Po siedmiu latach przeniósł się do Olimpii, w której grał do końca sezonu 2006/2007. W 2008 roku zaczął grać w szwajcarskim klubie FC Lugano, w którym zagrał tylko 3 mecze. Korzystając z okienka transferowego za 50 tys. euro przeniósł się do 12 de Octubre FC, w którym zagrał 5 meczów. W sezonie 2009/2010 przeniósł się z powrotem do Guaraní za 50 tys. euro, gdzie wystąpił 20 razy i strzelił 3 bramki. W sezonie 2011 grał w barwach Independient FBC, w którym zagrał 19 meczów i strzelił 4 bramki. Resztę sezonu spędził w Sportivo Luqueño, gdzie w 18 meczach strzelił 1 bramkę. Sezon 2012/2013 spędził w Independient FBC, gdzie w 21 meczach strzelił 1 bramkę. W 2014 roku zaczął z powrotem grać w 12 de Octubre FC.

### Kariera reprezentacyjna
W 2001 roku został powołany do kadry Paragwaju, w której zagrał 9 meczów. W 2004 roku razem z kadrą wywalczył srebrny medal na igrzyskach olimpijskich w Atenach w 2004 roku.